# Daisuke Naitō

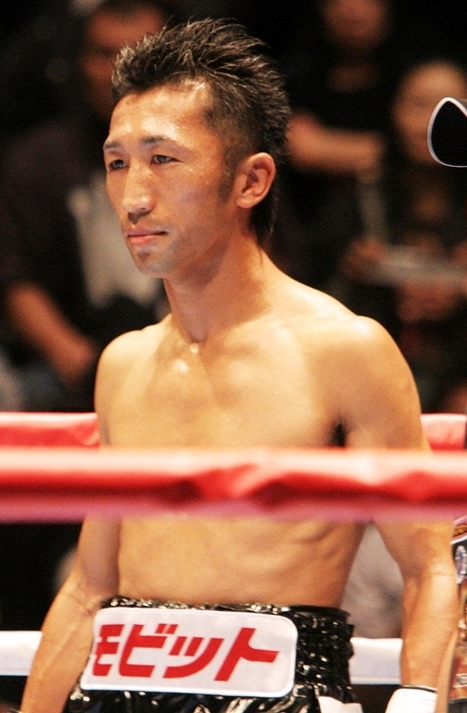
Daisuke Naitō, 2009

Daisuke Naitō (jap. 内藤 大助, Naitō Daisuke; * 30. August 1974 in Toyoura, Japan) ist ein ehemaliger japanischer Boxer im Fliegengewicht.

## Profikarriere
Im Jahre 1996 begann er erfolgreich seine Profikarriere. Am 18. Juli 2007 boxte er gegen Pongsaklek Wonjongkam um die WBC-Weltmeisterschaft und gewann durch einstimmige Punktrichterentscheidung. Diesen Gürtel verteidigte er insgesamt fünf Mal und verlor ihn Ende November 2009 an Kōki Kameda nach Punkten.
Im November 2011 beendete er seine Karriere.